# Plectiscidea blandita
Plectiscidea blandita là một loài tò vò trong họ Ichneumonidae.